# 西三次站
西三次站（日语：／ Nishi-Miyoshi eki */?）是位於廣島縣三次市十日市西四丁目9番1號，西日本旅客鐵道（JR西日本）的藝備線車站。
車站啟用當初名為三次。現時此站為郊外小型車站。

## 歷史
此站是位於廣島縣北部中心前三次町的玄關口。在車站啟用時位於三次町靠近馬洗川的原村（在1917年改名為十日市町，實施町制）內。但是在1930年（昭和5年），在十日市町內開設有十日市站（在1933年改名為備後十日市站，現時名為三次線），該站在十日町內比較方便。三次町、十日市町的玄關口的功能遷移至備後十日市站。在1954年（昭和29年）三次町和十日市町等合併成為三次市，使三次市的中心車站由備後十日市站改名為三次站，而此站改名為西三次站。
當現時三次站成為為主要的旅客車站，西三次站的主要功能為縣北貨物輸送的總站，也是藝備線內最後設有貨運業務的車站之一。
- 1915年（大正4年）6月1日 - 藝備鐵道（日语：芸備鉄道）志和地站至此站之間開業，此站啟用。當時車站名為三次站（第一代），當時車站位於雙三郡原村。
- 1922年（大正11年）6月7日 - 藝備鐵道此站至鹽町站（現時為神杉站）之間開業。
- 1937年（昭和12年）7月1日 - 藝備鐵道被國有化，備中神代站至廣島站之間成為藝備線。此站成為藝備線車站。
- 1954年（昭和29年）11月10日 - 車站改名為西三次站。
- 1983年（昭和58年）3月8日 - 成為無人車站（簡易委託）。
- 1986年（昭和61年）11月1日 - 結束貨物起卸業務
- 1987年（昭和62年）4月1日 - 伴隨國鐵分割民營化，車站由西日本旅客鐵道（JR西日本）營運。
- 2018年（平成30年）7月6日 - 發生豪雨，使此站暫停營業。
- 2019年（平成31年）4月4日 - 三次站至中三田站之間重開[1]。

## 車站構造

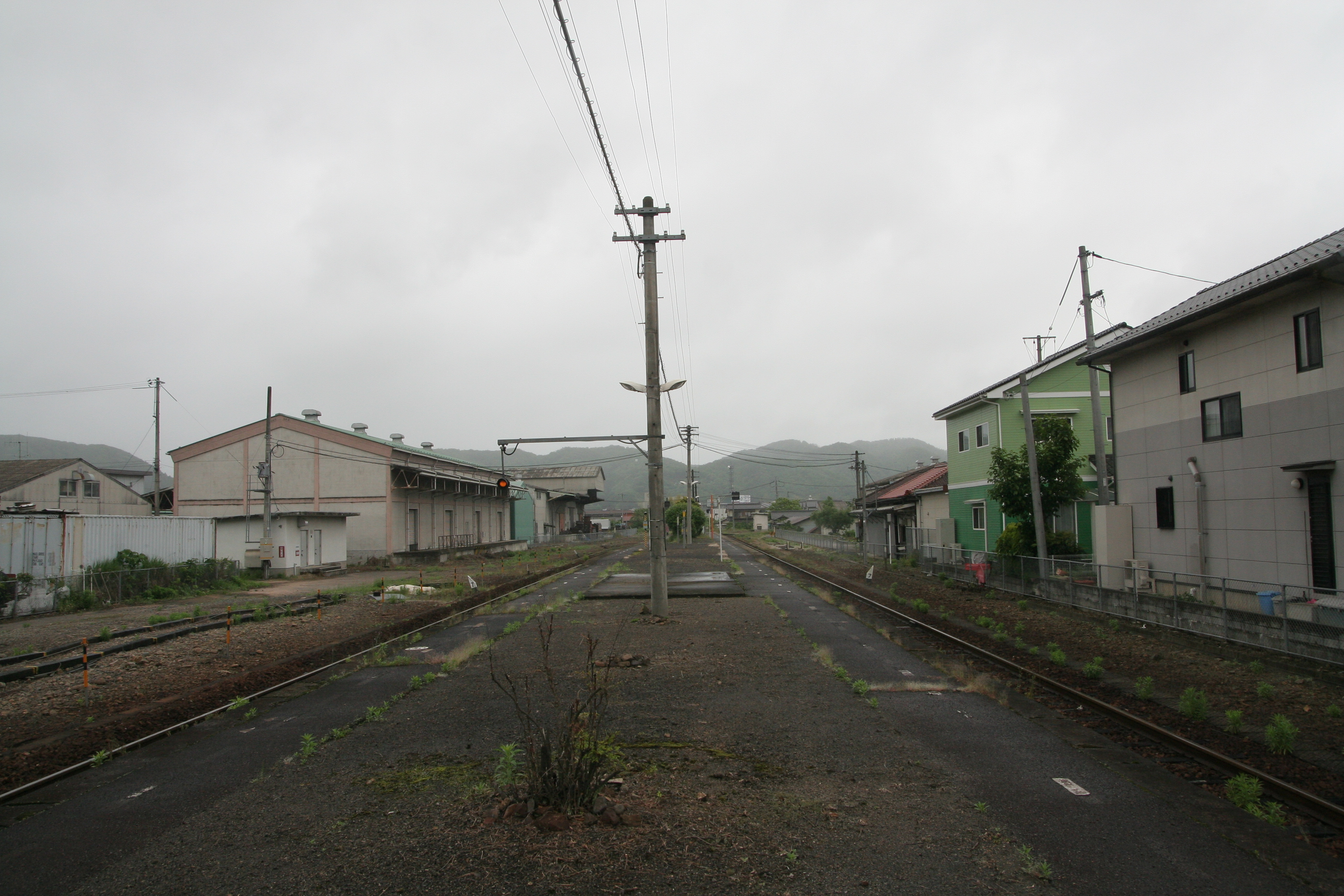
站內（2010年5月26日）

車站是一座地面車站，設有1面2線的島式月台。此站設有貨物編組場。該處設有廣島縣經濟農業協同組合連合會和日本石油的側線。車站鄰接飼料基地，曾經在該處進行貨物起卸作業。在結束貨物起卸業務後，大部分側線都撤走。在路線東邊設有木造瓦頂車站大樓。大樓與月台之間設有站內平交道連接。
此站是由廣島站管理的無人車站。此站曾經是簡易委托站。現時此站沒有自動售票機和廁所。

### 月台
| 月台 | 路線   | 上下行 | 方向               |
| ---- | ------ | ------ | ------------------ |
| 3    | 藝備線 | 上行   | 三次、備後庄原方向 |
| 4    | 藝備線 | 下行   | 志和口、廣島方向   |

截至2016年3月，月台上設有月台編號牌。此站沒有1、2號月台，靠近車站大樓的是4號月台。

## 使用狀況
以下為近年1日平均乘車人次列表。
| 年度               | 1日平均 乘車人次 | 參考資料 |
| ------------------ | ---------------- | -------- |
| 2002年（平成14年） | 17               | [ 2 ]    |
| 2003年（平成15年） |                  |          |
| 2004年（平成16年） |                  |          |
| 2005年（平成17年） |                  |          |
| 2006年（平成18年） |                  |          |
| 2007年（平成19年） |                  |          |
| 2008年（平成20年） |                  |          |
| 2009年（平成21年） |                  |          |
| 2010年（平成22年） |                  |          |
| 2011年（平成23年） | 13               | [ 3 ]    |
| 2012年（平成24年） | 11               | [ 3 ]    |
| 2013年（平成25年） | 8                | [ 3 ]    |
| 2014年（平成26年） | 8                | [ 3 ]    |
| 2015年（平成27年） | 6                | [ 3 ]    |
| 2016年（平成28年） | 5                | [ 3 ]    |
| 2017年（平成29年） | 6                | [ 3 ]    |

## 車站周邊
- 國土交通省三次河川國道事務所
- 三次市立粟屋小學（日语：三次市立粟屋小学校）
- 高谷山
- 三次鄉村俱樂部 - 高爾夫球場
- 岩脇古墳 - 古墳
- 國道54號（日语：国道54号）
- 國道183號（日语：国道183号）
  - 車站附邊設有54號和183號交界。
- Mr. Tireman
- 三次輪胎中心

## 相鄰車站
西日本旅客鐵道（JR西日本）
 藝備線
■快速「三次快車」
通過
■普通
三次－西三次－志和地
在此站和志和地站之間曾經設有粟屋停留場（在1916年（大正5年）啟用，在1922年（大正11年）廢止）。隨後，在1931年（昭和6年）開於汽油車專用的青河站，由於在戰時下進行燃料管制，在1941年（昭和16年）暫停運作。

## 注腳
1. ↑  . www.westjr.co.jp.   [2019-04-03]. （原始内容存档于2019-04-03） （日语）.
2. ↑  「飲食・小売の出店を科学する出店戦略情報局」之存檔數據
3. 1 2 3 4 5 6 7  國土數値情報 不同站的上下車人次數據

## 外部連結
- 西三次｜車站資訊：JR出門網 - 西日本旅客鐵道（日語）